# Stronsdorf
Stronsdorf je městys v Dolních Rakousích, okrese Mistelbach. Žije zde přibližně 1 600 obyvatel.

## Geografie
Stronsdorf leží Weinviertelu (vinné čtvrti) v Dolních Rakousích. Výměra plochy městyse činí 48,15 kilometrů čtverečních a 16.09 % plochy je zalesněno. Les je součástí „Ernstbrunnerského lesa" větším souvislým lesem Rakouska založeném na štěrkových usazeninách Podunají. Na to navazují na Weinviertelu typické sprašové stráně, které se ztrácejí v Laaerské nížině.
Městys sestává z katastrálních území: Oberschoderlee, Patzenthal, Patzmannsdorf, Stronegg, Stronsdorf, Unterschoderlee. Všechny osady byly založeny v širokém údolí v závětří na úpatí pahorků, v Laaerské nížině poskytující dobré podmínky pro zemědělství.
Rovněž typické pro Weinviertel je dnešní výskyt velkých dešťových srážek. Nejčastěji se déšť vsákne, zbytek se příkopy odvádí do řeky Dyje.

## Historie
Dějiny dolnorakouského místa jsou totožné s dějinami celého Rakouska. Stronsdorf byl založený pravděpodobně mezi 7. a 9. stoletím jako slovanské osídlení, „Strajnei" je slovanského původu. Vznikem Babanberského panství („Česká marka" ve Weinviertelu) se postupně osídlovala germánskými osídlenci. První písemné zmínky jsou z roku 1072, další potom 1092 a 1108. Farní úřad ve Stronsdorfu byl založen v roce 1160.
Když rostl počet obyvatelstva, rolníci a řemeslníci byli pod dohledem panstva. V roce 1164 byl uváděn „Wichard von Straneisdorf". V roce 1304 držitel Stronsdorfu „Wallseer“ daroval faru klášteru Säusenstein, který založil ve Stronsdorfu dceřiný klášter. Ten byl za Josefa II. Habsbursko-Lotrinského (1741-1790) zrušený, ale dochoval se z té doby se nádherný kostel.
V období 15. až 19. století se neustále měnili majitelé panství, až konečně roku 1857 „Karl Friedrich Kammel“, šlechtic von Hardegger získal zámek a panství a jeho potomci žijí dodnes na zámku.
Podle obecní kroniky pro obyvatele Stronsdorfu se poměry měnily, od morové epidemie až po hospodářský rozkvět. Husité a Turci přinášeli hrůzu od 15. do 17. století, Švédové ve třicetileté válce, napoleonská vojska a Prusové zanechali v paměti děsivé příběhy. Za druhé světové války zde byla dlouhá frontová linie po celé týdny a následovalo opět drancování. Na posádku Rudé armády se ještě dost živě vzpomíná.
Epidemie všeho druhu postihovaly Stronsdorf, mor, cholera atd. se vyskytovaly opakovaně.
Hospodářský rozkvět se ukázal především v 18. století za rozvoje Habsburské říše. Před rokem 1304 byla obec povýšena na městys, v roce 1514 dostal Stronsdorf znak, zemědělství a řemesla vzkvétala. Kolem roku 1900 fungovala obec i stát, řemeslníci, obchodníci atd. Během dvou světových válek ocitl se Stronsdorf v okrajové poloze a ztratil ekonomický potenciál i ubylo obyvatelstva. Velkoměsto Vídeň způsobilo v posledních desetiletích odliv vesnických obyvatel. Teprve v posledních desetiletích padla železná opona a rostla mobilita obyvatelstva a pozitivně působila na počet obyvatel i ekonomiku.

### Vývoj počtu obyvatel
V roce 1971 zde žilo 1973 obyvatel, 1981 1760, 1991 měl městys 1668 obyvatel, při sčítání lidu 2001 1725 obyvatel a ke dni 1. dubna 2009 podle úřední evidence zde žije 1657 obyvatel.

## Politika
Starostou městyse byl Rudolf Riener, vedoucí kanceláře Josef Madner. Po obecních volbách v roce 2005 bylo na radnici 19 křesel a mandáty byly rozděleny takto: (ÖVP 16) a (SPÖ) 3.
Po obecních volbách v roce 2015 je na radnici 19 křesel a mandáty jsou rozděleny takto: (ÖVP 13), FPÖ 3 a (SPÖ) 3.

### Starostové
- do roku 2005 Johann Strick (ÖVP)
- 2005–2014 Rudolf Riener (ÖVP)
- od roku 2014 Karin Gepperth (ÖVP)

## Hospodářství a infrastruktura
Nezemědělských pracovišť v roce 2001 bylo 49, zemědělských a lesních v roce 1999 bylo 126. Počet výdělečně činných obyvatel v mostě bydliště podle sčítání lidu 2001 bylo 756, což činí 44,63 %.